# Pseudoyoungia simulatrix
Pseudoyoungia simulatrix là một loài thực vật có hoa trong họ Cúc. Loài này được (Babc.) D. Maity & Maiti mô tả khoa học đầu tiên năm 2010.